# Loisey-Culey
Loisey-Culey fue una comuna francesa situada en el departamento de Mosa, en la disuelta región de Lorena.
Creada en 1973 a partir de la fusión de las comunas de Culey y Loisey, se disolvió en 2014 y las dos comunas recuperaron su independencia.

## Demografía
| 450 | 397 | 404 | 461 | 309 |
| Para los censos de 1962 a 1999 la población legal corresponde a la población sin duplicidades (Fuente: INSEE [Consultar]) |     |     |     |     |